# Ахштеттен
Ахштеттен (нем. Achstetten, алем. нем. Achschdedda) — община в Германии, в земле Баден-Вюртемберг.
Подчиняется административному округу Тюбинген. Входит в состав района Биберах. Население составляет 4175 человек (на 31 декабря 2010 года). Занимает площадь 23,38 км².
Община подразделяется на четыре сельских округа.